# Strefa Anuak

Mapa regionów i stref Etiopii.

Strefa Anuak (Anuak Zone) – obszar administracyjny w Etiopii, w Regionie Ludów Gambeli. Nazwa obszaru pochodzi od ludu Anuak, którego ojczyzna znajduje w strefie. Centrum administracyjnym jest miasto Gambela. 

## Podział administracyjny
W skład strefy wchodzi 6 woreda:
- Abobo
- Dimma
- Gambela Zuria
- Gambela
- Gog
- Jor

## Demografia
Na podstawie spisu ludności przeprowadzonego w 2007 roku, strefa ma całkowitą populację 99,6 tys. mieszkańców. 52,8% ludności zamieszkuje miasta. 
Do głównych grup etnicznych należeli: Anuak (53,6%), Nuerowie (11,8%), Oromowie (9,1%), Amharowie (9,1%), Kembata (4,4%), Majang (2,3%), Tigrajczycy (2,2%), Wolaita (1,5%), Gurage (1,4%) i Hadija (1,2%). Do pozostałych grup etnicznych należało 3,4% populacji. 
Pod względem religijnym 64,8% wyznawało protestantyzm, 29,2% etiopskie prawosławie, 5,6% było katolikami, 5,3% wyznawało islam i 2,2% praktykowało tradycyjne religie plemienne.